# Història de la navegació
|  | No s'ha de confondre amb Història de la navegació astronòmica. |

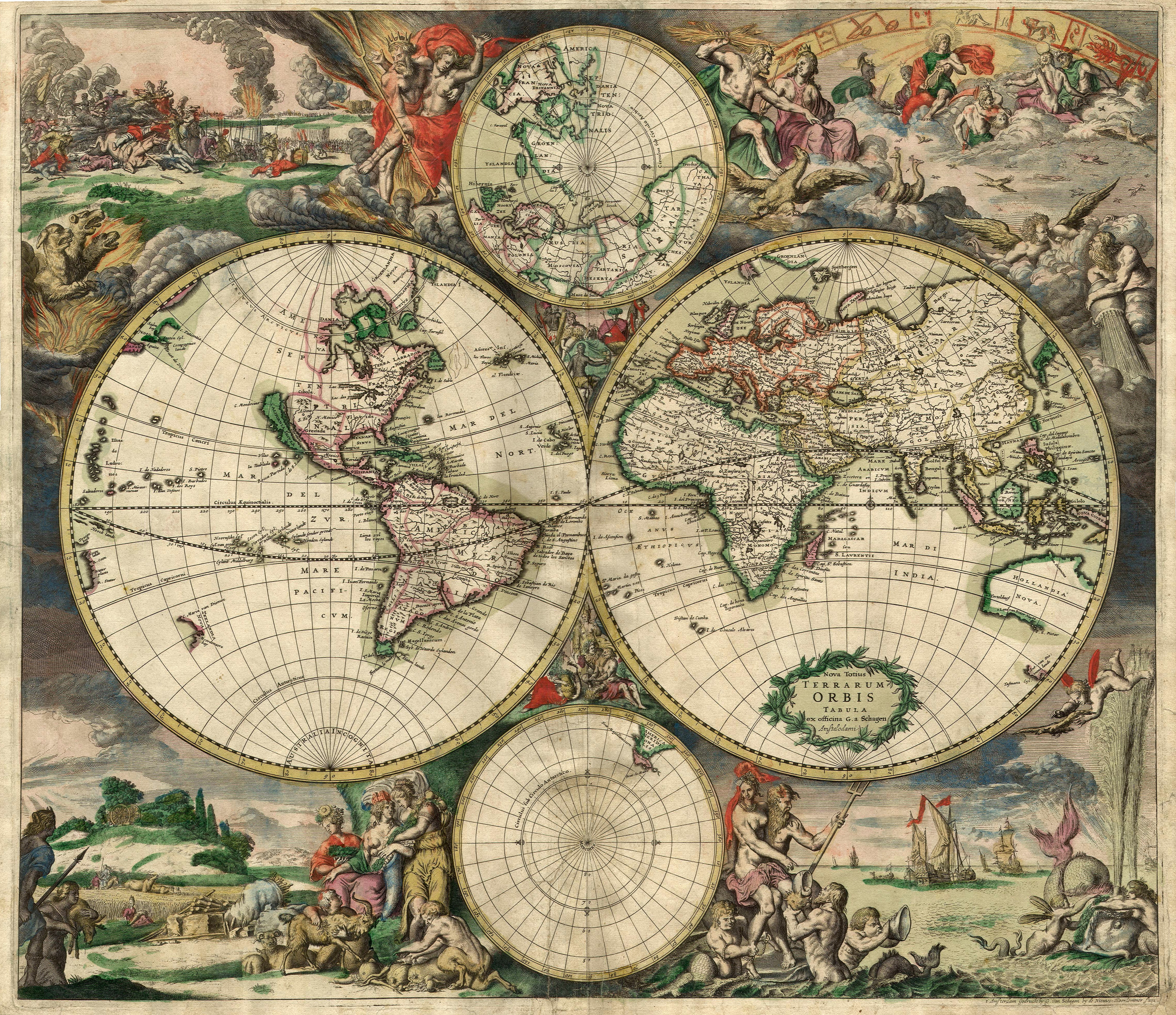
Mapa del món elaborat l'any 1689 per Gerard van Schagen.

La història de la navegació, o la història de la navegació, és l'art de dirigir vaixells a mar obert mitjançant l'establiment de la seva posició i rumb mitjançant la pràctica tradicional, la geometria, l'astronomia o instruments especials. Molts pobles han destacat com a gent de mar, destacant entre ells els austronesis (insulars del sud-est asiàtic, malgaixos, melanesis illencs, micronesis i polinesis), els harapans, els fenicis, els iranians, els antics grecs, els romans, els antics àrabs., els nòrdics, els xinesos, els venecians, els genovesos, els alemanys hanseàtics, els portuguesos, els catalans, els anglesos, els francesos, els holandesos i els danesos.

## Antiguitat

### Indo-Pacífic

Mapa que mostra la migració i expansió marítima dels austronesis a partir del 3000 aC.

La navegació a l'Indo-Pacífic va començar amb les migracions marítimes dels austronesis procedents de Taiwan que es van estendre cap al sud cap al sud-est asiàtic i l'illa de Melanèsia durant un període entre el 3000 i el 1000 aC. El seu primer viatge de llarga distància va ser la colonització de Micronèsia des de les Filipines cap al 1500 aC. Cap al 900 aC, els seus descendents s'havien estès per més de 6.000 quilòmetres pel Pacífic, arribant a Tonga i Samoa. En aquesta regió es va desenvolupar una cultura polinèsia distintiva. Durant els segles següents, els polinesis van arribar a Hawaii, Nova Zelanda, l'illa de Pasqua i possiblement a Amèrica del Sud. Els navegants polinesis van utilitzar una sèrie d'eines i mètodes, com ara l'observació d'aus, la navegació estel·lar i l'ús d'ones i onades per detectar terres properes. Es van utilitzar cançons, històries mitològiques i cartes estel·lars per ajudar la gent a recordar informació important de navegació. Mentrestant, els austronesis a l'illa del sud-est asiàtic van començar les primeres xarxes comercials marítimes veritables cap al 1000 aC, unint la Xina, el sud de l'Índia, l'Orient Mitjà i la costa oriental d'Àfrica. Els colons de Borneo van arribar a Madagascar a principis del I mil·lenni dC i el van colonitzar cap a l'any 500 dC.

### Mediterrani
Sailors navigating in the Mediterranean made use of several techniques to determine their location, including staying in sight of land and understanding of the winds and their tendencies. Minoans of Crete are an example of an early Western civilization that used celestial navigation. Their palaces and mountaintop sanctuaries exhibit architectural features that align with the rising sun on the equinoxes, as well as the rising and setting of particular stars. The Minoans made sea voyages to the island of Thera and to Egypt. Both of these trips would have taken more than a day's sail for the Minoans and would have left them traveling by night across open water. Here the sailors would use the locations of particular stars, especially those of the constellation Ursa Major, to orient the ship in the correct direction.
Els registres escrits de la navegació amb estrelles, o navegació celeste, es remunten a l'Odissea d'Homer, on Calypso diu a Odisseu que mantingui l'Óssa (Ossa Major) a la seva mà esquerra i al mateix temps que observe la posició de les Plèiades, la difunta. -configurant Boötes i l'Orió mentre navegava cap a l'est des de la seva illa Ogygia travessant l'oceà. El poeta grec Aratus va escriure al seu Phainomena al segle iii aC posicions detallades de les constel·lacions tal com les va escriure Eudoxos. Les posicions descrites no coincideixen amb les ubicacions de les estrelles durant l'època d'Aratus o Eudoxos per al continent grec, però alguns argumenten que coincideixen amb el cel de Creta durant l'edat del bronze. Aquest canvi en la posició de les estrelles es deu al balanceig de la Terra sobre el seu eix que afecta principalment a les estrelles polars. Al voltant de l'any 1000 aC la constel·lació de Draco hauria estat més a prop del pol nord que Polaris. Les estrelles polars es feien servir per navegar perquè no desapareixien per sota de l'horitzó i es podien veure de manera consistent durant tota la nit.
Al segle iii aC els grecs havien començat a utilitzar l'Óssa Menor per navegar. A mitjans del segle I dC, Lucan escriu sobre Pompeu que qüestiona un mariner sobre l'ús de les estrelles en la navegació. El mariner respon amb la seva descripció de l'ús d'estrelles circumpolars per navegar. Per navegar per un grau de latitud, un mariner hauria de trobar una estrella circumpolar per sobre d'aquest grau al cel. Per exemple, Apol·loni hauria utilitzat β Draconis per navegar mentre viatjava cap a l'oest des de la desembocadura del riu Alfeu fins a Siracusa.
El viatge del navegant grec Pytheas de Massalia és un exemple especialment notable d'un viatge molt llarg i primerenc. Un astrònom i geògraf competent, Pytheas es va aventurar des de Grècia a través de l'estret de Gibraltar fins a Europa occidental i les illes Britàniques. Pytheas és la primera persona coneguda que va descriure el sol de mitjanit, gel polar, tribus germàniques i possiblement Stonehenge. Pytheas també va introduir la idea del llunyà " Tule " a la imaginació geogràfica i el seu relat és el primer a afirmar que la lluna és la causa de les marees.
El famós viatge de Nearchos de l'Índia a Susa després de l'expedició d'Alexandre a l'Índia es conserva al relat d'Arrià, l' Historia Indica. El navegant grec Eudox de Cízic va explorar el mar d'Aràbia per a Ptolemeu VIII, rei de la dinastia ptolemaica hel·lenística a Egipte. Segons Posidoni, més tard informat a la Geografia d'Estrabó, el sistema de vent monsònic de l'oceà Índic va ser navegat per primera vegada per Eudox de Cízic l'any 118 o 116 aC.
Les cartes nàutiques i les descripcions textuals conegudes com a direccions de navegació s'utilitzen d'una forma o una altra des del segle VI aC. Les cartes nàutiques amb projeccions estereogràfiques i ortogràfiques es remunten al segle II aC.
El 1900, el mecanisme d'Antikythera va ser recuperat del naufragi d'Antikythera. Aquest mecanisme es va construir al voltant del segle I aC.

#### Fenícia i Cartago
Els fenicis i els seus successors, els cartaginesos, eren especialment hàbils mariners i van aprendre a viatjar cada cop més lluny de la costa per arribar més ràpidament a les destinacions. Una eina que els va ajudar va ser el pes sonor. Aquesta eina tenia forma de campana, feta de pedra o plom, amb sèu a l'interior lligat a una corda molt llarga. Quan anaven al mar, els mariners podien baixar el pes del sondeig per determinar la profunditat de les aigües i, per tant, estimar a quina distància estaven de terra. A més, el sèu va recollir sediments del fons que els mariners experts podien examinar per determinar exactament on es trobaven. Se sap que el cartaginès Hannó el Navegant va navegar per l'estret de Gibraltar c. 500 aC i va explorar la costa atlàntica d'Àfrica. Hi ha consens general que l'expedició va arribar almenys fins al Senegal. Hi ha una manca d'acord sobre si el límit més llunyà de les exploracions de Hanno va ser el mont Camerun o el mont Kakulima de 890 metres (2910 peus) de Guinea. No obstant això, el límit de viatges marítims de Hanno podria haver estat més al nord, ja que hi ha dificultats ben documentades amb el viatge de tornada des de les regions al sud del cap Chaunar, que, fins a principis del segle xv, "havia estat fins aleshores el límit no plus ultra o infranquejable". de la navegació europea"

### Àsia
Al mar de la Xina Meridional i a l'oceà Índic, un navegant podria aprofitar els vents del monsó força constants per jutjar la direcció. Això va fer possibles viatges llargs d'anada dues vegades l'any. Un llibre de K'ang T'ai (康泰) de l'any 260 descriu vaixells amb set veles anomenats <i>po</i> eren utilitzats pels comerciants indoescites (月支—Yuezhi) per transportar cavalls. També va fer referència al comerç monsònic entre les illes (o arxipèlag), que va durar un mes i pocs dies en un gran po. Cap al 1000 aC, l'austronesi de Nusantaran va desenvolupar la vela tanja i la vela ferralla. La invenció d'aquests tipus de veles va fer possible navegar per la costa occidental d'Àfrica, a causa de la seva capacitat de navegar contra el vent. Ca. 200 dC a la dinastia Han, els Chuan (vaixells ferralla) es desenvolupen a la Xina.  Al ca. 50-500 dC Les flotes comercials malaies i javaneses van arribar a Madagascar. També es va portar amb ells el poble Ma'anyan dayak, com a treballador i esclau. La llengua malgaxe es va originar de la llengua barito del sud-est, i la llengua ma'anyan és el seu parent més proper, amb nombrosos préstecs malayos i javanesos. Als segles VIII o IX dC, els vaixells antics indonèsia ja havien arribat fins a Ghana, probablement utilitzant el vaixell estabilizador Borobudur i el K'un-lun po o jong.

## Navegació medieval

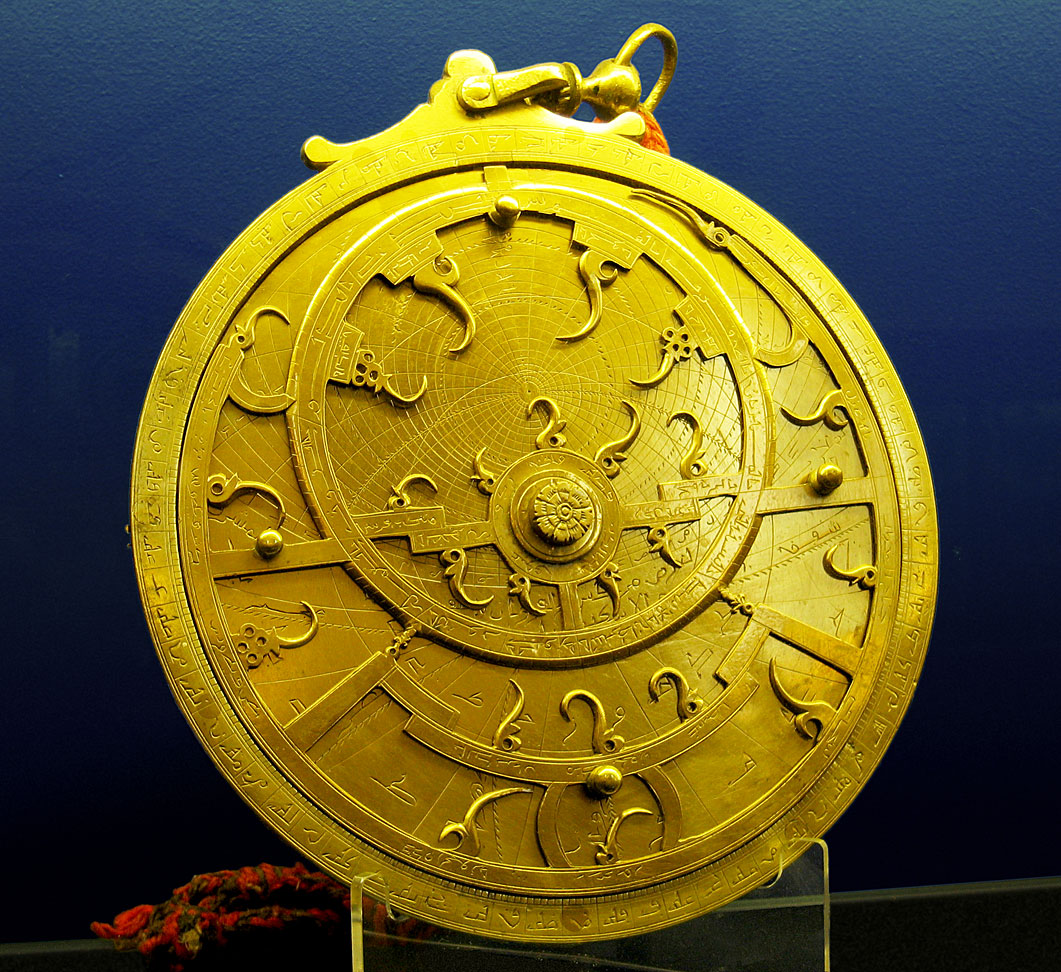
Un astrolabi persa del, conservat al Whipple Museum of the History of Science de Cambridge, Anglaterra.

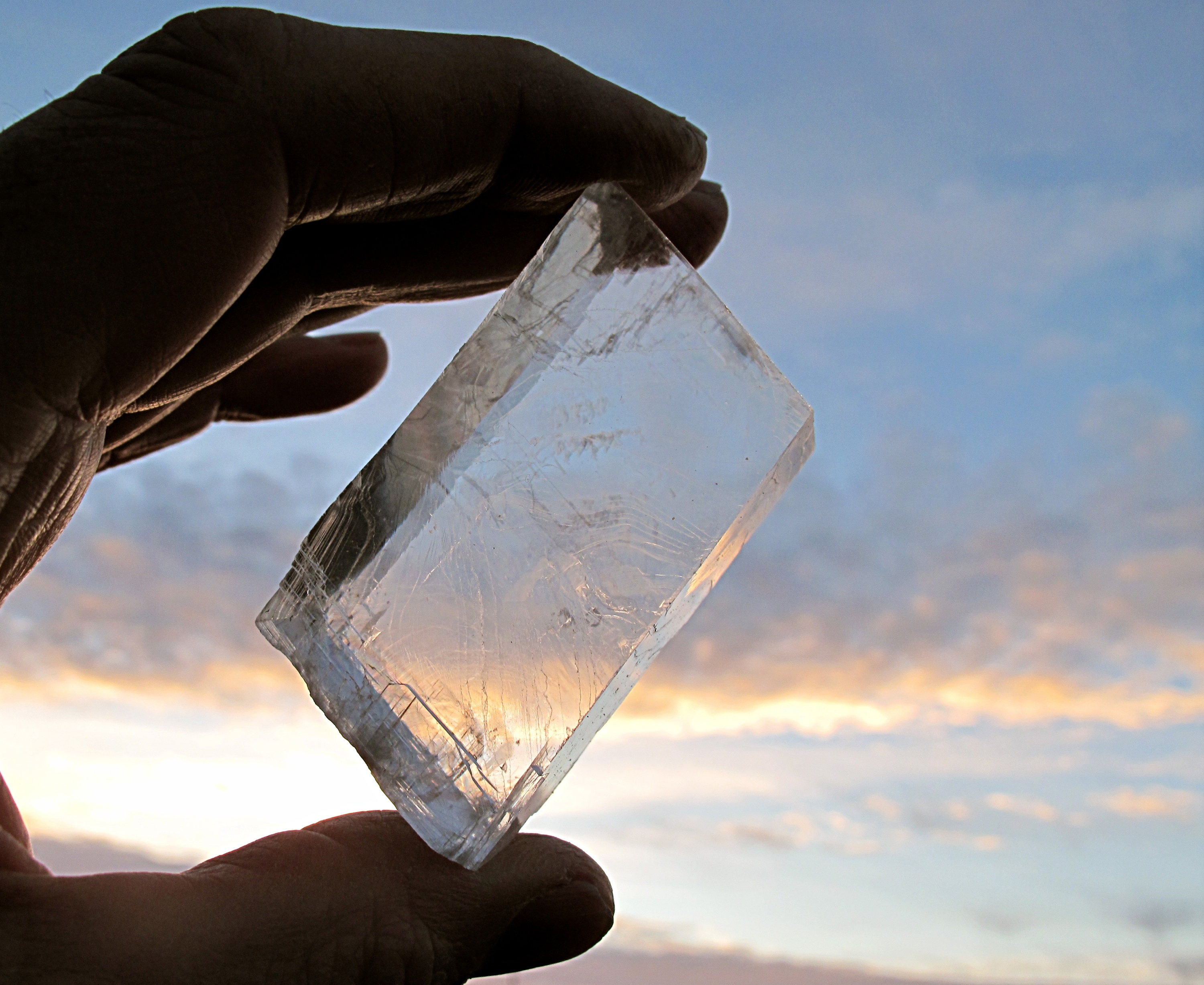
L'espar d'Islàndia, possiblement la pedra solar medieval islandesa utilitzada per localitzar el sol al cel quan s'obstrueix la vista.

L'Imperi Àrab va contribuir significativament a la navegació, i tenia xarxes comercials que s'estenen des de l'oceà Atlàntic i el mar Mediterrani a l'oest fins a l'oceà Índic i el mar de la Xina a l'est, a part del Nil, el Tigris i l'Eufrates, els rius navegables del Les regions islàmiques eren poc freqüents, per la qual cosa el transport per mar era molt important. La geografia islàmica i les ciències de la navegació van utilitzar una brúixola magnètica i un instrument rudimentari conegut com a kamal, utilitzat per a la navegació celeste i per mesurar les altituds i latituds dels estels. El kamal en si era senzill de construir. Era una peça rectangular d'os o de fusta que tenia una corda amb 9 nusos consecutius units. Un altre instrument disponible, desenvolupat també pels àrabs, era el quadrant. També un dispositiu de navegació celeste, va ser desenvolupat originalment per a l'astronomia i més tard va passar a la navegació. Quan es combinava amb mapes detallats de l'època, els mariners podien navegar a través dels oceans en lloc de vorejar la costa. No obstant això, no hi ha registres de navegació a l'Oceà Atlàntic i la seva activitat es va centrar en el Mediterrani, el mar Roig, el golf Pèrsic, el mar Aràbiu i fins a la badia de Bengala. Els mariners musulmans també eren els responsables de l'ús i desenvolupament de les veles llatines i grans vaixells mercants de tres pals cap al Mediterrani. Els orígens del vaixell caravel·la, desenvolupat i utilitzat per als viatges de llarga distància pels portuguesos, i posteriorment per la resta d'ibers, des del segle xv, també es remunten al qarib utilitzat pels exploradors andalusos al segle xiii.
Les vies marítimes entre l'Índia i les terres veïnes van ser la forma habitual de comerç durant molts segles, i són responsables de la influència generalitzada de la cultura índia a les societats del sud-est asiàtic. Les marines poderoses incloïen les del Maurya, Satavahana, Chola, Vijayanagara, Kalinga, Maratha i l' Imperi Mughal.
Els víkings van utilitzar la polarització i la pedra solar per permetre la navegació dels seus vaixells localitzant el Sol fins i tot en un cel completament ennuvolat. Aquest mineral especial es va parlar en diverses fonts escrites dels segles XIII i XIV a Islàndia, alguns segles després que s'hagués establert breument l'assentament nòrdic de L'Anse aux Meadows de principis del segle xi, datat amb carboni, a l'extrem nord de Terranova.
A la Xina entre 1040 i 1117, la brúixola magnètica s'estava desenvolupant i aplicant a la navegació. Això va permetre als mestres continuar navegant per un curs quan el temps limitava la visibilitat del cel. La veritable brúixola marinera utilitzant una agulla pivotant en una caixa seca es va inventar a Europa a tot tardar l'any 1300.
Les cartes nàutiques anomenades cartes portolanes van començar a aparèixer a Itàlia a finals del segle xiii. Tanmateix, el seu ús no semblava estendre's ràpidament: no hi ha informes sobre l'ús d'una carta nàutica en un vaixell anglès fins al 1489

## Edat de l'exploració

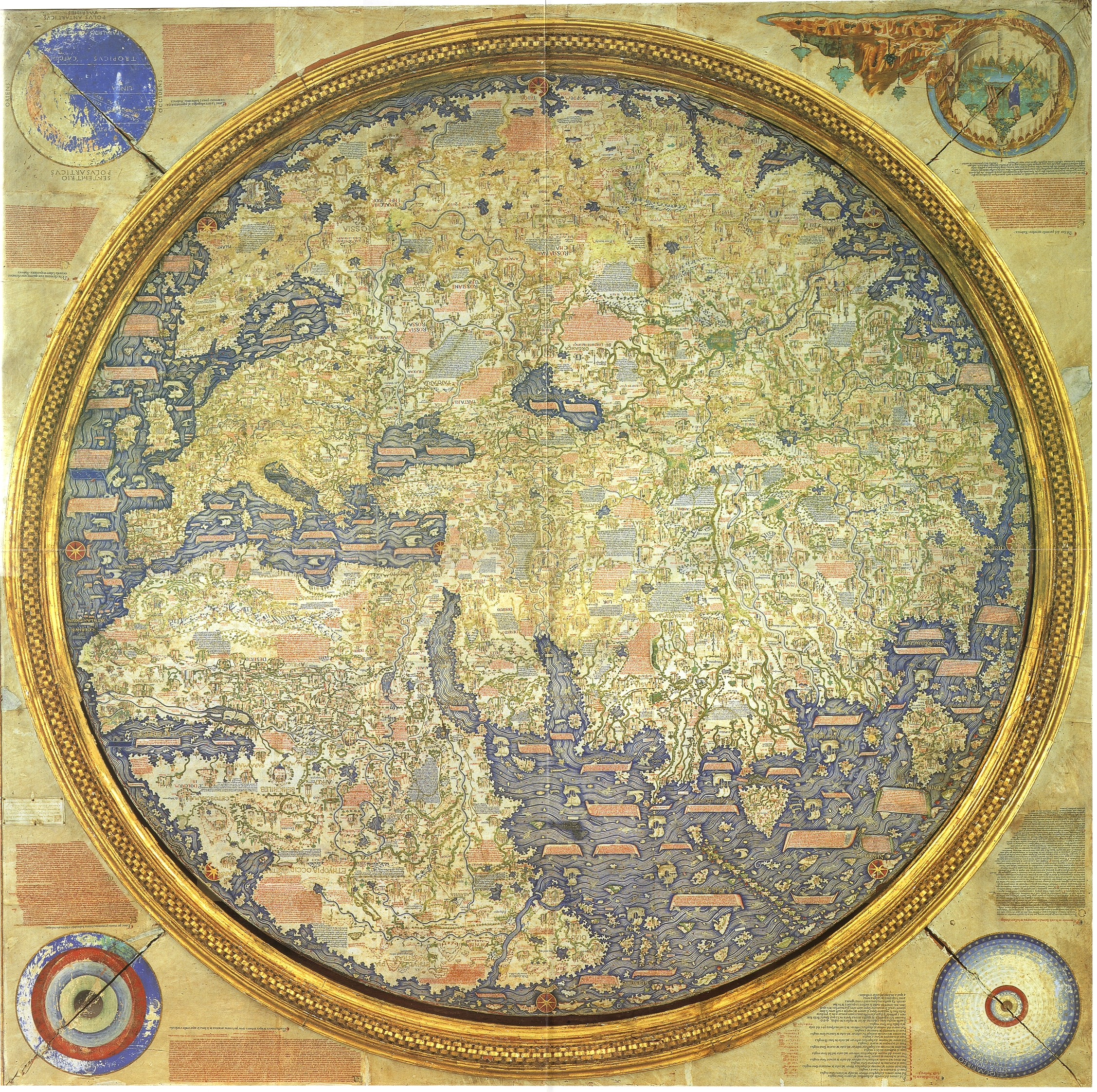
El mapa de Fra Mauro, "considerat com el major memorial de la cartografia medieval" segons Roberto Almagià és un mapa realitzat entre 1457 i 1459 pel monjo venecià Fra Mauro. És un planisferi circular dibuixat sobre pergamí i encastat en un marc de fusta, d'uns dos metres de diàmetre.

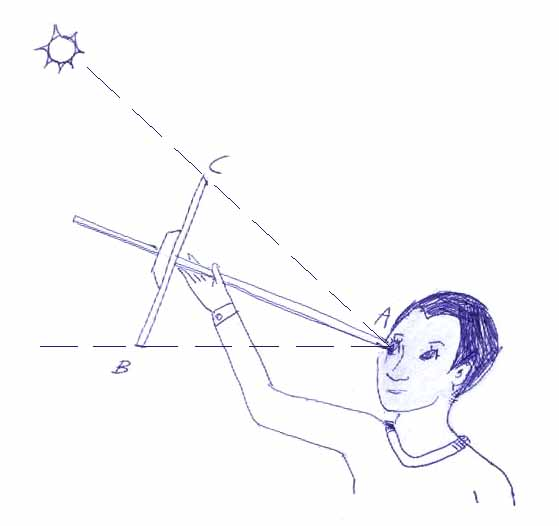
El bastó creuat era un antic precursor del sextant marí modern.

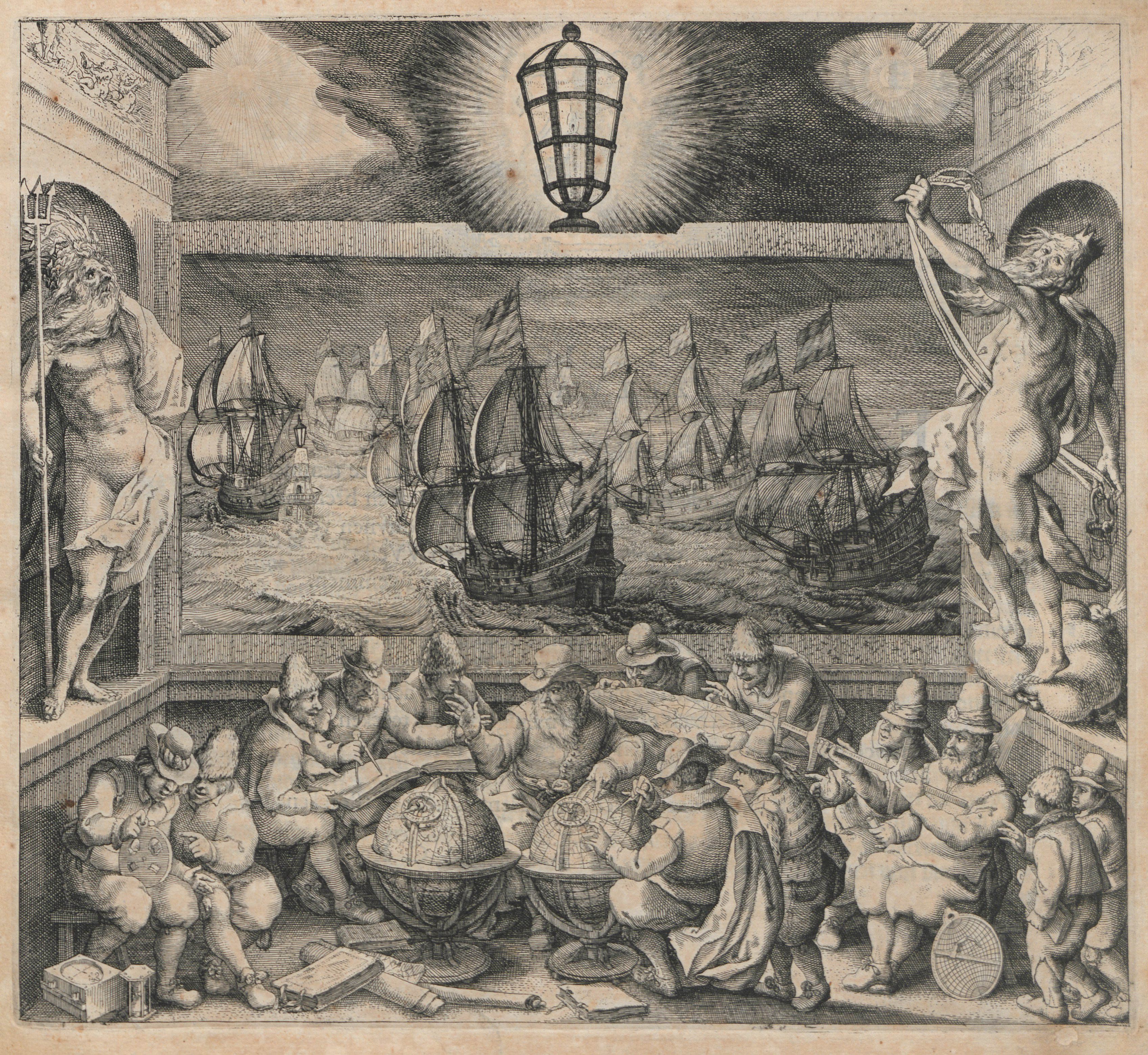
"La llum de la navegació", manual de navegació holandès, 1608, que mostra brúixola, rellotge de sorra, astrolabi marí, globus terrestres i celestes, divisor, bastó de Jacob i astrolabi.

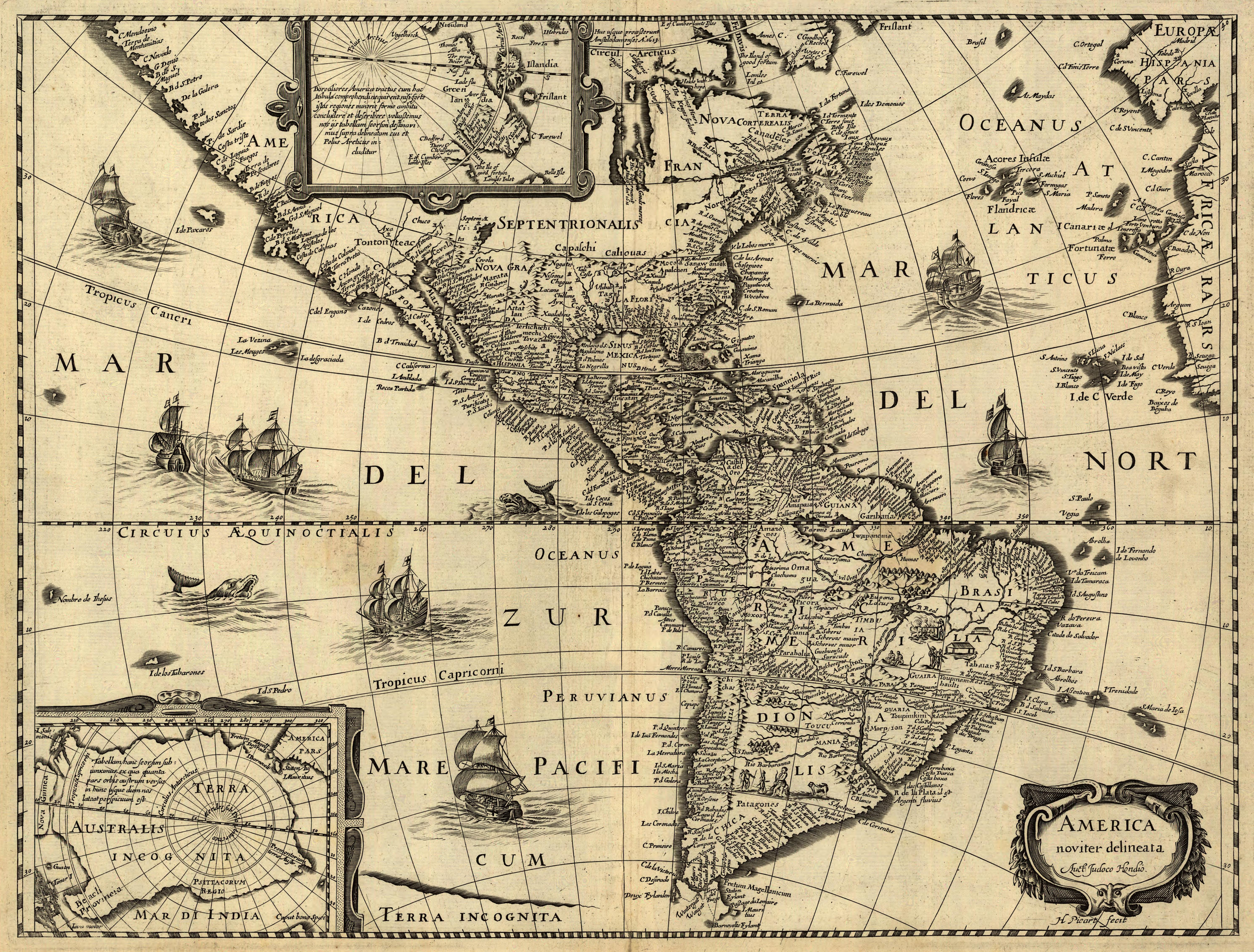
A principis del segle XVII s'estaven dibuixant mapes bastant precisos d'Amèrica.

Les activitats comercials de Portugal a principis del segle XV van marcar una època de progrés distint en la navegació pràctica per als europeus. Aquestes expedicions d'exploració i comerç enviades per l'infant Enric (més tard anomenat "Enric el Navegant") van portar primer al descobriment de l'illa de Porto Santo (prop de Madeira) el 1418, el redescobriment de les Açores el 1427, el descobriment de les illes de Cap Verd el 1427. 1447 i Sierra Leone el 1462.
Combinats amb les observacions empíriques recollides en la navegació oceànica, cartografiant vents i corrents, els exploradors portuguesos van prendre el lideratge en la navegació oceànica de llarga distància, obrint més tard, a principis del segle XVI, una xarxa de rutes oceàniques que cobria l'Atlàntic, els oceans Índic i Pacífic occidental, des de l'Atlàntic Nord i Amèrica del Sud, fins al Japó i el sud-est asiàtic.
La campanya portuguesa de navegació atlàntica és un dels primers exemples d'un gran projecte científic sistemàtic, sostingut durant moltes dècades. Aquest programa d'estudis reclutava diversos homes d'una habilitat excepcional, tenia un conjunt d'objectius ben definits i estava obert a la confirmació experimental mitjançant l'èxit o no de les navegacions posteriors.

### Període inicial - Exploració portuguesa de l'Atlàntic:Duarte Pacheco Pereira
El principal problema de la navegació, només a vela, de tornada des del sud de les Illes Canàries (o sud de Boujdour), es deu al canvi de règim de vents i corrents: el gir de l'Atlàntic Nord i el contracorrent equatorial empènyera cap al sud al llarg de la protuberància nord-oest d'Àfrica, mentre que els vents incerts on els oficis del nord-est es troben amb els oficis del sud-est (els doldrums) deixen un vaixell de vela a mercè dels corrents. En conjunt, el corrent i el vent predominants fan que el progrés cap al nord sigui molt difícil o impossible. En aquest context, els portuguesos van descobrir els dos grans corrents i vents alisis de l' oceà Atlàntic nord i sud (aproximadament a la primera meitat i a finals del segle XV). respectivament), que van obrir el camí per arribar al Nou Món i tornar a Europa, així com per circumnavegar Àfrica en mar obert occidental, en futurs viatges de descoberta, evitant vents i corrents contraris. El "redescobriment" de les illes Açores el 1427 és només un reflex de l'elevada importància estratègica de les illes, que ara es troben a la ruta de tornada des de la costa occidental d'Àfrica (anomenada seqüencialment "volta de Guiné" i "volta da Mina"). ; i les referències al mar dels Sargassos (també anomenat a l'època 'Mar da Baga'), a l'oest de les Açores, el 1436, revela l'extensió occidental de la ruta de tornada. Per resoldre les dificultats del viatge de tornada, es va emprendre una exploració sistemàtica de les costes i de les condicions de mar obert, que va durar fins als darrers anys del segle XV. Un primer exemple d'aquests criteris sistemàtics el trobem en Duarte Pacheco Pereira, navegant, comandant militar i escriptor erudit d' Esmeraldo de Situ Orbis (1505-1508), on informa de la seva exploració i la d'altres de la costa africana i del mar obert. de l'Atlàntic sud:

A la introducció d' Esmeraldo :
" El que pertany a la cosmografia i a la marineria, espero explicar (...) com es troba un cap o un lloc respecte a un altre; i això perquè aquesta obra prengui ordre i fonament; i la costa es pugui navegar amb més seguretat; i així mateix el coneixement de les terres i d'on reposen els baixos que per això és molt necessari conèixer; també dels sondedors realitzats en alguns llocs quina és la seva profunditat i també la diferència dels fons, si són fangs o sorra, o pedra, o còdols, o vores afilades, o petxines (burgao = Livona pica) o quina qualitat té aquest son; i se sap quina és la distància des de les aigües poc profundes fins a la costa; i també les marees, si són del nord-est i del sud-oest com els de la nostra Espanya, o són del nord i del sud, o de l'oest i de l'est, o del nord-oest i del sud-est, que per a l'entrada i sortida dels ports i desembocadures són absolutament necessaris; i també les mesures dels pols des que es pot saber quants graus ar e els llocs separats i la latitud respecte a l'equador; i també la naturalesa de la gent d'aquesta etiòpia (Àfrica) i el seu mode de vida i també parlaré del comerç que es podia tenir en aquesta terra
Els dipòsits de les observacions realitzades eren els ' Roteiros ' o mapes de rutes marítimes. El primer Roteiro conegut forma part d'una col·lecció de diversos manuscrits de Valentim Fernandes (1485) amb la costa fins al delta del riu Níger a l'actual Nigèria, seguit de l' Esmeraldo... (1505–08) citat. a dalt; diversos 'roteiros' inclosos en el 'Livro de Marinharia e Tratado da Agulha de Marear' (Tratat de mariner i de l'agulla magnètica) de João de Lisboa (1514); roteiros inclosos al 'Regimento de Navegacão. . .' (Regiment de Navegació) d'André Pires (1520); roteiros per al Brasil de Pero Lopes de Sousa (1530–32), Roteiro da Carreira da Índia' (Llibre de ruta del viatge a/des de l'Índia) de Diogo de Afonso (1536); i els roteiros de D. João de Castro (vegeu més avall): Lisboa a Goa (1538), Goa a Diu (nord-oest de l'Índia) (1538–39, i el Mar Roig (1541)

L'abast de les exploracions realitzades es torna a informar a ' Esmeraldo... ', a la 2a pàgina del 2n capítol:
" ... Any del nostre Senyor de 1498 on Vostra Altesa ens va manar explorar la zona occidental passant per la grandesa del mar oceà; on es troba i s'explora una terra ferma molt gran amb moltes i grans illes adjacents, que s'estén des de setanta graus de latitud des de la línia de l'equador cap al pol àrtic (...) i va més enllà de vint-i-vuit graus de latitud des de la línia de l'equador cap al pol antàrtic (...) des de qualsevol lloc d'Europa o Àfrica i travessant tot l'oceà en línia recta fins a l'oest per les regles de la navegació per a trenta-sis graus de longitud, que són sis-centes quaranta-vuit llegües de ruta comptant a divuit llegües per grau. "
És poc probable que l'exploració dels mars oberts de l'Atlàntic meridional s'hagi fet en un sol viatge, sobretot quan la ruta que va fer Vasco da Gama l'any 1497 va ser molt diferent de la que va fer Pedro Álvares Cabral l'any 1500, adaptant-se cadascuna a la temporada de sortida. Aquesta adaptació mostra una comprensió del cicle de les variacions anuals dels vents i corrents a l'Atlàntic sud. A més, hi va haver expedicions sistemàtiques que van impulsar l'Atlàntic Nord occidental (Teive, 1454; Vogado, 1462; Teles, 1474; Ulmo, 1486) Els documents relatius al subministrament de vaixells i l'ordenació de les taules de declinació solar per al l'Atlàntic meridional durant tan aviat com 1493–1496, tots suggereixen una activitat ben planificada i sistemàtica. La conseqüència més significativa d'aquest coneixement sistematitzat va ser la negociació del Tractat de Tordesillas el 1494, desplaçant la línia de demarcació 270 llegües a l'oest (de 100 a 370 llegües a l'oest de les Açores) amb la conseqüència d'afirmar la reivindicació portuguesa al Brasil. i el seu domini de l'Atlàntic.

### Període madur - Exploració portuguesa de l'Índic:João de Castro
A principis del segle XVI hi havia viatges regulars entre Lisboa i l'Índic. El coneixement de l'Atlàntic es va desenvolupar per acreció, amb l'exploració sistemàtica traslladant-se a l'Índic. El corol·lari d'aquesta activitat va implicar un grup d'homes notables establerts al voltant de l'acadèmic (matemàtic, cosmògraf) Pedro Nunes, i de l'explorador i "investigador principal" João de Castro (navegador, comandant militar i vice-roy de l'Índia); Entre aquests homes hi havia Andre de Resende (estudiós), João de Barros (cronista i erudit) i possiblement Damião de Gois (diplomàtic, erudit i amic d'Erasme). Els treballs teòrics de Pedro Nunes (1502-1578) van aconseguir la determinació matemàtica de la corba loxodròmica : el recorregut més curt entre dos punts de la superfície d'una esfera representada en un mapa bidimensional, obrint el camí per a l'establiment de la projecció de Mercator. És Pedro Nunes qui afirma, en el seu contemporani "Tratat de l'esfera" (1537), que les navegacions portugueses no eren un esforç aventurer:
"nam se fezeram indo a acertar: mas partiam os nossos mareantes muy ensinados e prouidos de estromentos e regras de astrologia e geometria que sam as coses que os cosmographos ham dadar apercebidas (...) e leuaua cartas muy particular rumadas e na ja as de que os antigos vsauam" (no es van fer per casualitat: però els nostres mariners van marxar ben ensenyats i proveïts d'instruments i regles d'astrologia (astronomia) i geometria que eren qüestions que els cosmògrafs proporcionarien (...) i van agafar cartes amb exacte rutes i ja no les utilitzades pels antics).
La credibilitat de Nunes es basa en la seva implicació personal en la instrucció de pilots i gent de mar sènior a partir de 1527. A més, va ser Nunes qui va desenvolupar instruments i instruccions per al treball sistemàtic de João de Castro, tal com afirma Castro en diverses de les seves cartes.

El treball de João de Castro es va desenvolupar al llarg de la ruta de l'oceà Índic (1538), en particular el mar Aràbiu amb el golf Pèrsic i el mar Roig (1538-9 i 1541). Si bé el seu estudi de la costa, la navegació i els vents i corrents és rigorós i precís, són les seves investigacions sobre el magnetisme terrestre als oceans Atlàntic i Índic el que es va celebrar:
" D. Joao de Castro va dur a terme una sèrie d'experiments que van aconseguir detectar fenòmens, especialment relacionats amb el magnetisme i l'agulla magnètica a bord. Cal suposar que aquest coneixement a Pedro Nunes, per descomptat, la inspiració directa de totes les observacions que ha fet en els seus viatges. Quan el 5 d'agost de 1538, D. João de Castro va decidir determinar la latitud de Moçambic, va trobar la causa que va dictar la sorprenent inquietud de les agulles; va observar la desviació de l'agulla, descobrint-la 128 anys abans que Dennis Guillaume (1666) de Nieppe, que consta a History of Sailing com si fos el primer a conèixer aquest fenomen. El seu punt prop de Baçaim, el 22 de desembre de 1538, un fenomen magnètic, pel qual hi havia variacions de l'agulla per la proximitat de certes roques, confirmada quatre segles més tard, va rebre el nom d'atracció local. D. João de Castro va refutar la teoria que la variació de la declinació magnètica no està formada per meridians geogràfics. Els seus comentaris són el registre més important dels valors de la declinació magnètica als oceans Atlàntic i Índic, al segle XVI, i útils per a l'estudi del magnetisme terrestre. Va ser una de les personalitats de la ciència experimental europea d'aquest segle, vinculant la importància d'aquest estudi amb la vela. "
El rei Joan II de Portugal va continuar aquest esforç, formant un comitè de navegació. Aquest grup va calcular taules de la declinació del sol i va millorar l'astrolabi del mariner, creient que era un bon reemplaçament del bastó creuat. Aquests recursos van millorar la capacitat d'un navegant al mar per jutjar la seva latitud. El jueu català Abraham Zacut, autor d'un tractat excepcional d'astronomia/astrologia en hebreu, amb el títol Ha-jibbur Ha-gadol, va fugir a Portugal el 1492. Publicà a la impremta de Leiria el 1496, el llibre Biur Luhoth, o en llatí Almanach Perpetuum, que aviat fou traduït al llatí. En aquest llibre hi havia les taules astronòmiques (efemèrides) dels anys 1497 a 1500, que potser van ser instrumentals, juntament amb el nou astrolabi, fet de metall i no de fusta com abans. (creada i perfeccionada a l'inici dels descobriments portuguesos), a Vasco da Gama i Pedro Álvares Cabral en els seus viatges a l'Índia (també passant per Amèrica del Sud) al voltant de l'oceà Atlàntic obert (incloent l'Atlàntic sud-oest) i en l'oceà Índic. No obstant això, els portuguesos van haver de contractar pilots locals a l'oceà Índic durant diverses dècades per guiar els seus vaixells.
Als segles XV i XVI, la Corona d' Espanya "unificada" també va estar a l'avantguarda de l'exploració global europea i l'expansió colonial. La Corona espanyola va obrir rutes comercials a través dels oceans, especialment les expedicions transatlàntiques de Cristòfor Colom, a partir de 1492. La Corona d' Espanya, sota Carles I d'Espanya, també va patrocinar la primera expedició de circumnavegació mundial el 1521. L'empresa va ser dirigida pel navegant portuguès Ferran Magallanes i completada pel basc espanyol Juan Sebastián Elcano. Els viatges d'exploració van portar a un comerç florit a través de l'oceà Atlàntic entre Espanya i Amèrica i a través de l'oceà Pacífic entre Àsia-Pacífic i Mèxic a través de les Filipines. Més tard, Andrés de Urdaneta va descobrir el viatge de tornada volta do mar del Pacífic nord.
La brúixola, una creu o un astrolabi, un mètode per corregir l'altitud de Polaris i cartes nàutiques rudimentàries eren totes les eines de què disposava un navegant a l'època de Cristòfor Colom. En les seves notes sobre la geografia de Ptolemeu, Johannes Werner de Nuremberg va escriure l'any 1514 que el bastó de Jacob era un instrument molt antic, però que només començava a utilitzar-se als vaixells.
Abans de 1577, no s'esmentava cap mètode per jutjar la velocitat del vaixell que fos més avançat que l'observació de la mida de l'ona de proa del vaixell o el pas de l'escuma marina o diversos objectes flotants. L'any 1577 es va esmentar una tècnica més avançada: el tronc de xip. El 1578, es va registrar una patent per a un dispositiu que jutjaria la velocitat del vaixell comptant les revolucions d'una roda muntada per sota de la línia de flotació del vaixell.
Per a la determinació de la longitud és necessària una cronometratge precisa. Ja l'any 1530 s'estaven explorant els precursors de les tècniques modernes. Tanmateix, els rellotges més precisos disponibles per a aquests primers navegants eren els rellotges d'aigua i els de sorra, com el rellotge de sorra. Els rellotges de sorra encara estaven en ús per la Royal Navy de Gran Bretanya fins a 1839 per a l'hora dels rellotges.
L'acumulació contínua de dades de navegació, juntament amb l'augment de l'exploració i el comerç, va provocar un augment de la producció de volums durant l'edat mitjana. Els "routiers" es van produir a França cap al 1500; els anglesos els van referir com a "rutters". El 1584 Lucas Waghenaer va publicar el Spieghel der Zeevaerdt (El mirall del mariner), que es va convertir en el model d'aquestes publicacions per a diverses generacions de navegants. Eren coneguts com a "Waggoners" per la majoria dels mariners.
El 1537, Pedro Nunes va publicar el seu Tratado da Sphera. En aquest llibre va incloure dos tractats originals sobre qüestions de navegació. Per primera vegada es va abordar el tema amb eines matemàtiques. Aquesta publicació va donar lloc a una nova disciplina científica: la "navegació teòrica o científica".
L'any 1545, Pedro de Medina va publicar l'influent Arte de navegar. El llibre va ser traduït al francès, italià, holandès i anglès.
L'any 1569, Gerardus Mercator va publicar per primera vegada un mapa del món amb una projecció cartogràfica tal que les trajectòries de rumb constant es van traçar com a línies rectes. Aquesta projecció de Mercator seria molt utilitzada per a les cartes nàutiques a partir del segle xviii.
El 1594, John Davis va publicar un fullet de 80 pàgines anomenat Els secrets del mariner que, entre altres coses, descriu la navegació en cercles màxims. Es diu que l'explorador Sebastian Cabot havia utilitzat els mètodes de cercle màxim en una travessa de l'Atlàntic Nord el 1495. Davis també va donar al món una versió del backstaff, o quadrant de Davis, que es va convertir en un dels instruments dominants des del segle XVII fins a l'adopció del sextant al segle XIX.
L'any 1599, Edward Wright va publicar Certaine Errors in Navigation, que va traduir el treball de Pedro Nunes explicant la base matemàtica de la projecció de Mercator, amb taules matemàtiques calculades que van permetre l'ús a la pràctica. El llibre va deixar clar per què només amb aquesta projecció un rumb constant correspondria a una línia recta en un gràfic. També s'han analitzat altres fonts d'error, com ara el risc d'errors de paral·laxi amb alguns instruments; i estimacions defectuoses de latitud i longitud a les cartes contemporànies.
El 1599–1600, la Carta Mundial d'Edward Wright de 1599 va ser el primer mapa sota la projecció de Mercator dibuixada per un anglès per a la navegació anglesa. El mapa mostra de manera destacada el segell privat de la reina Isabel I; l'única del seu regne que porta el seu segell privat. El globus terrestre de Molyneux 1592 és l'única altra cartografia amb el seu segell privat. Tots dos identifiquen Nova Albion, la terra que el capità Francis Drake va reclamar per a la seva reina durant la seva circumnavegació de 1577-1580, per sobre del paral·lel 40.
El 1631, Pierre Vernier va descriure el seu quadrant recentment inventat amb una precisió d'un minut d'arc. En teoria, aquest nivell de precisió podria donar una línia de posició dins d'una milla nàutica de la posició real del navegador.
El 1635, Henry Gellibrand va publicar un treball explicant el canvi temporal en la declinació magnètica.
El 1637, utilitzant un sextant astronòmic especialment construït amb un radi de 5 peus, Richard Norwood va mesurar la longitud d'una milla nàutica amb cadenes. La seva definició de 2.040 iardes és bastant propera a la definició moderna del Sistema Internacional d'Unitats (SI) de 2.025,372 iardes. També se li atribueix a Norwood el descobriment de la caiguda magnètica 59 anys abans, el 1576.

## Temps moderns

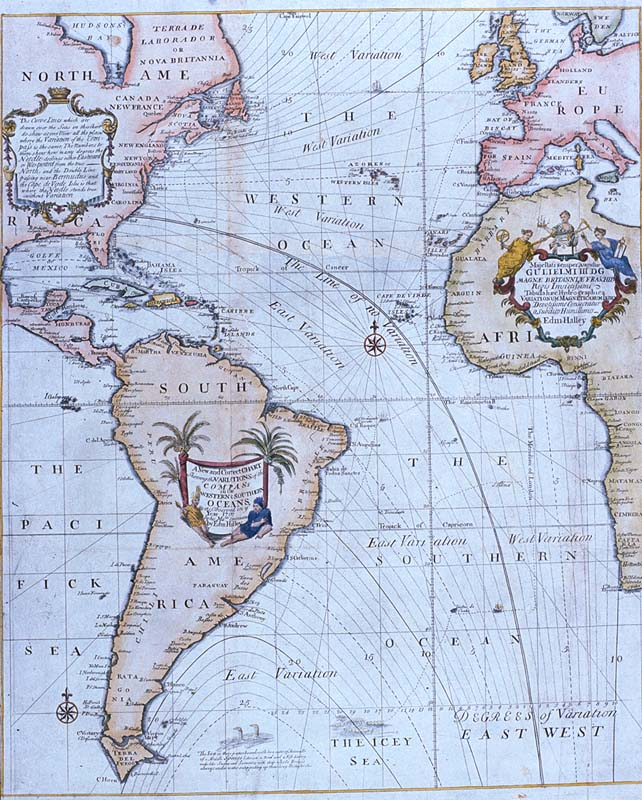
El mapa de 1701 d'Edmond Halley que mostra la variació magnètica del nord veritable

L'any 1714 el board of longitude va agafar protagonisme. Aquest grup, que va existir fins al 1828, va oferir subvencions i recompenses per a la solució de problemes de navegació. Entre 1737 i 1828, els comissaris van desemborsar unes 101.000 lliures. El govern del Regne Unit també va oferir importants recompenses pels èxits de navegació en aquesta època, com ara 20.000 lliures per al descobriment del pas del nord-oest i 5.000 lliures per al navegant que pogués navegar dins d'un grau de latitud del pol nord. Un manual molt estès al segle XVIII va ser la Navigatio Britannica de John Barrow, publicat el 1750 per March & Page i encara s'anunciava el 1787.
Isaac Newton va inventar un quadrant reflector al voltant de 1699. Va escriure una descripció detallada de l'instrument per a Edmond Halley, que es va publicar el 1742. A causa d'aquest lapse de temps, el crèdit de la invenció s'ha donat sovint a John Hadley i Thomas Godfrey. Finalment, l'octant va substituir els anteriors quadrants creuats i Davis, i va tenir l'efecte immediat de fer els càlculs de latitud molt més precisos.
Un avenç molt important per a la determinació precisa de la longitud va arribar amb la invenció del cronòmetre marí. L'oferta del premi de longitud de 1714 per a un mètode per determinar la longitud al mar, va ser guanyada per John Harrison, un fuster de Yorkshire. Va presentar un projecte el 1730 i el 1735 va completar un rellotge basat en un parell de bigues ponderades contra-oscil·lants connectades per molles el moviment dels quals no estava influenciat per la gravetat o el moviment d'un vaixell. Els seus dos primers rellotges de mar H1 i H2 (acabats el 1741) utilitzaven aquest sistema, però es va adonar que tenien una sensibilitat fonamental a la força centrífuga, la qual cosa significava que mai no podien ser prou precisos al mar. Harrison va resoldre els problemes de precisió amb el seu disseny de cronòmetre H4 molt més petit el 1761. H4 s'assemblava molt a un gran de cinc polzades (12 cm) rellotge de butxaca de diàmetre. El 1761, Harrison va presentar H4 pel premi de longitud de 20.000 £. El seu disseny utilitzava una roda d'equilibri de ritme ràpid controlada per una molla espiral compensada per la temperatura. Aquestes característiques es van mantenir en ús fins que els oscil·ladors electrònics estables van permetre fabricar rellotges portàtils molt precisos a un cost assequible. El 1767, la Junta de Longitud va publicar una descripció del seu treball a The Principles of Mr. Harrison's time-keeper .
El 1757, John Bird va inventar el primer sextant. Això va substituir el quadrant de Davis i l'octant com a instrument principal per a la navegació. El sextant es va derivar de l'octant per tal de proporcionar el mètode de la distància lunar. Amb el mètode de la distància lunar, els mariners podrien determinar la seva longitud amb precisió. Un cop establerta la producció de cronòmetres a finals del segle xviii, l'ús del cronòmetre per a la determinació precisa de la longitud era una alternativa viable. Els cronòmetres van substituir els lunars en un ús generalitzat a finals del segle xix.
El 1891 les ràdios, en forma de telègrafs sense fil, van començar a aparèixer als vaixells al mar.
El 1899, el RF Matthews va ser el primer vaixell que va utilitzar la comunicació sense fil per sol·licitar ajuda al mar. L'ús de la ràdio per determinar la direcció va ser investigat per "Sir Oliver Lodge, d'Anglaterra; Andre Blondel, de França; De Forest, Pickard; i Stone, dels Estats Units; i Bellini i Tosi, d'Itàlia". La Stone Radio & Telegraph Company va instal·lar un primer prototip de buscador de direcció de ràdio al col·lier naval Líban el 1906.
El 1904 s'enviaven senyals horàries als vaixells per permetre als navegants comprovar els seus cronòmetres. L'Oficina Hidrogràfica de la Marina dels EUA estava enviant avisos de navegació als vaixells al mar el 1907.
Els desenvolupaments posteriors van incloure la col·locació de fars i boies a prop de la costa per actuar com a senyals marins identificant característiques ambigües, destacant els perills i assenyalant canals segurs per als vaixells que s'acosten a alguna part de la costa després d'un llarg viatge per mar. El 1912 Nils Gustaf Dalén va rebre el Premi Nobel de Física per la seva invenció de vàlvules automàtiques dissenyades per ser utilitzades en combinació amb acumuladors de gas als fars
El 1921 es va instal·lar el primer radiofar.
El primer prototip de sistema de radar a bord del vaixell es va instal·lar a l' USS Leary l'abril de 1937.
El 18 de novembre de 1940, el Sr. Alfred L. Loomis va fer el suggeriment inicial d'un sistema electrònic de navegació aèria que després va ser desenvolupat en LORAN (sistema de navegació de llarg abast) pel Laboratori de Radiació de l'Institut Tecnològic de Massachusetts, i posteriorment. L'1 de novembre de 1942 es va posar en funcionament el primer sistema LORAN amb quatre estacions entre els caps de Chesapeake i Nova Escòcia.

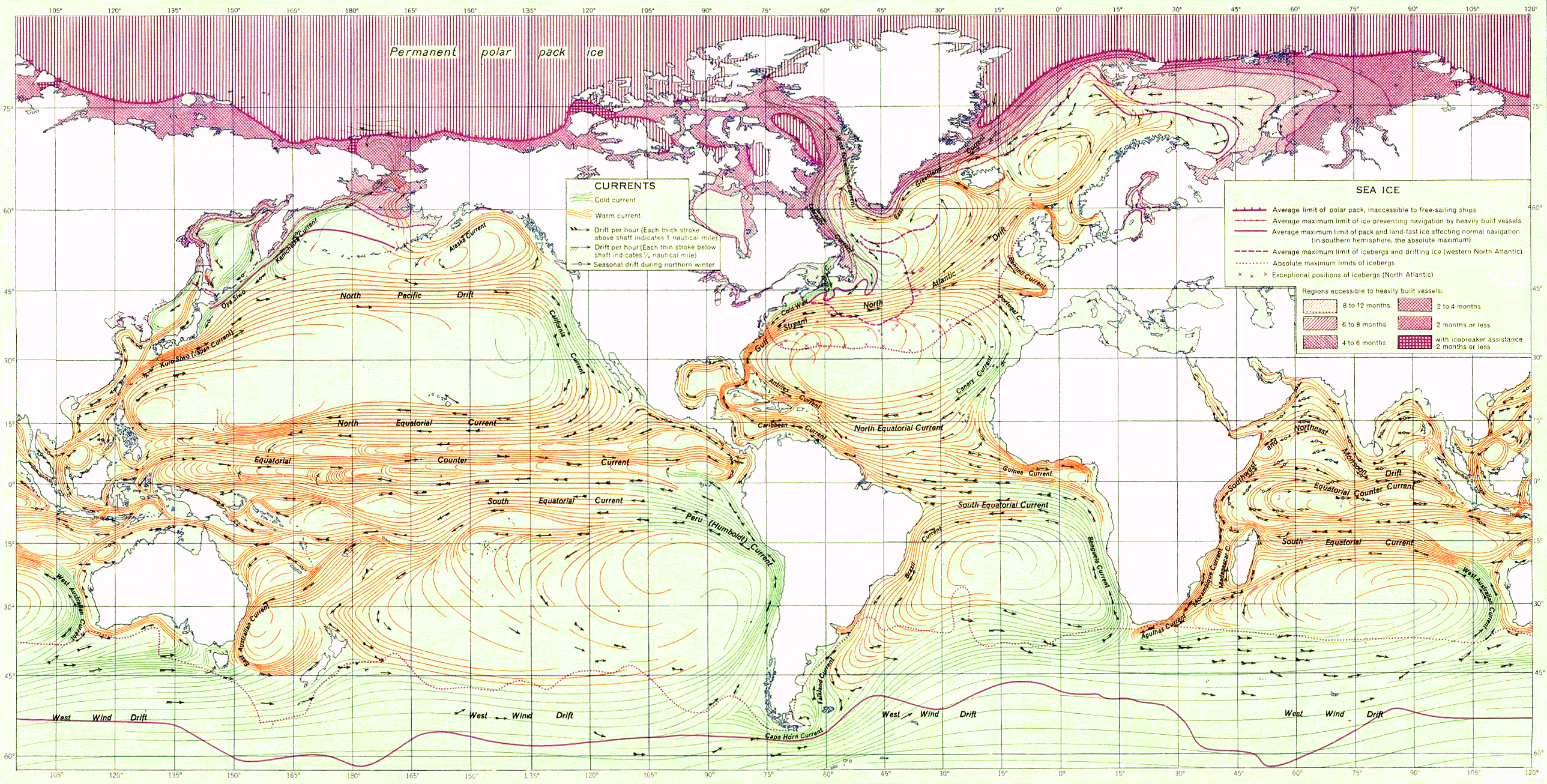
Un mapa militar dels Estats Units de 1943 dels corrents oceànics mundials i els paquets de gel, tal com es coneixien en aquell moment.

L'octubre de 1957, la Unió Soviètica va llançar el primer satèl·lit artificial del món, l' Sputnik. Científics del Laboratori de Física Aplicada de la Universitat Johns Hopkins van prendre una sèrie de mesures del desplaçament doppler de Sputnik, donant lloc a la posició i la velocitat del satèl·lit. Aquest equip va continuar monitoritzant l' Sputnik i els següents satèl·lits a l'espai, Sputnik II i Explorer I. El març de 1958 es va començar a explorar la idea de treballar cap enrere, utilitzant òrbites de satèl·lits conegudes per determinar una posició desconeguda a la superfície de la Terra. Això va donar lloc al sistema de navegació per satèl·lit TRANSIT. El primer satèl·lit TRANSIT es va col·locar en òrbita polar l'any 1960. El sistema, format per 7 satèl·lits, es va posar en funcionament l'any 1962. Un navegador que utilitzi lectures de tres satèl·lits podria esperar una precisió d'uns 80 peus.
El 14 de juliol de 1974 es va posar en òrbita el primer prototip de satèl·lit GPS Navstar, però els seus rellotges van fallar poc després del llançament. El satèl·lit de tecnologia de navegació 2, redissenyat amb rellotges de cesi, va començar a posar-se en òrbita el 23 de juny de 1977. L'any 1985, la primera constel·lació d'11 satèl·lits GPS Block I estava en òrbita.
Els satèl·lits del sistema rus GLONASS similar van començar a posar-se en òrbita el 1982, i s'espera que el sistema tingui una constel·lació completa de 24 satèl·lits al seu lloc el 2010. L'Agència Espacial Europea també preveu tenir instal·lat el seu Galileo amb 30 satèl·lits el 2011-12.

## Sistemes de ponts integrats
Els conceptes de pont electrònic integrat impulsen la planificació futura del sistema de navegació. Els sistemes integrats prenen entrades de diversos sensors de vaixells, mostren electrònicament la informació de posicionament i proporcionen els senyals de control necessaris per mantenir un vaixell en un rumb preestablert. El navegador es converteix en gestor del sistema, escollint els valors predefinits del sistema, interpretant la sortida del sistema i supervisant la resposta del vaixell.